# SN 1970I
SN 1970I – supernowa odkryta 4 września 1970 roku w galaktyce PGC 70967. W momencie odkrycia miała maksymalną jasność 18,00m.